# Xanthocnemis zealandica
Xanthocnemis zealandica là một loài chuồn chuồn kim trong họ Coenagrionidae.
Xanthocnemis zealandica được McLachlan miêu tả khoa học năm 1873.